# ۶۹۷ (میلادی)
۶۹۷ (میلادی) ششصد و نود و هفتمین سال تقویم میلادی است.

## رویدادها
- پایان پادشاهی ملکه جیتو در ژاپن.
- تأسیس جمهوری ونیز در شهر ونیز ایتالیا.